# Großtechnisches System
Großtechnische Systeme sind soziotechnische Systeme im Infrastrukturbereich. Sie zeichnen sich durch 
Größe, Technizität, Systemhaftigkeit und ihren Hybridcharakter zwischen technischem und sozialem System aus. 
Zunächst wurden sie vom Technikhistoriker Thomas Parke Hughes beschrieben. Dieser untersuchte die Unterschiede in den Stromnetzen Deutschlands und Englands und bezeichnete diese Netze als großtechnische oder Infrastruktursysteme. Elemente dieser Systeme sind technische Artefakte, Organisationen, Kapital, Wissen, Recht und Ressourcen. 
Hierbei muss man jedoch unterscheiden: 

Großtechnische Systeme können funktionsgebundene Systeme sein, wie etwa das medizinische System, wohingegen Infrastruktursysteme sich quer durch die funktionellen Subsysteme ziehen und eine Versorgungsfunktion erfüllen. In späterer Literatur werden auch technische Großprojekte (Manhattan-Projekt) als großtechnische Systeme bezeichnet, was die Definition jedoch wieder aufweicht. 
Grundlegend wird in der Literatur der „technology push“ als Triebkraft hierbei gesehen, das ist jedoch umstritten.
Großtechnische Systeme haben durch ihre effizienzsteigernde Wirkung und ihre funktionelle Interdependenz und Vernetzung Einfluss auf gesellschaftliche Ordnungsbildung (Governance) und Herrschafts- und Machtbeziehungen.